# Annales regni Francorum
De Annales regni Francorum ("kronieken van het Frankische rijk") zijn annalen van de Frankische koningen. 
Ze gaan over de periode 741 tot 829. 
Ze behoren, samen met de Annales Laureshamenses, de Annales Bertiniani en de Annales Fuldenses tot de belangrijkste bronnen voor de opgetekende en overgeleverde politieke en militaire geschiedenis van de Karolingische tijd.
De Annales zijn samengesteld door minstens drie auteurs, waaronder mogelijk Einhard, die de persoonlijke biograaf was van Karel de Grote. De eerste auteur beschreef (terugkijkend) de periode tot aan het aanleggen van de Annales (ca. 788-793); nadien worden ze meer per jaar beschrijvend. Auteurswisselingen vonden plaats in 795, 808 en mogelijk ook in 820.
Voortzettingen van de Annales zijn de Annales Fuldenses voor het Oostfrankische rijk tot 902 en de Annales Bertiniani voor het Westfrankische rijk tot 882.
De Annales zijn (uiteraard) geen geschiedschrijving in de moderne zin des woords; de gebeurtenissen worden beschreven vanuit het perspectief van de Frankische koningen, met als secundair doel het rechtvaardigen van bepaalde politieke en militaire acties.
Aangezien overgeleverde schriftelijke bronnen uit deze tijden verder zeer schaars zijn, zijn de Annales niettemin van zeer groot historisch belang.

## Vertaling
- B.W. Scholz en B. Rogers, Carolingian Chronicles: Royal Frankisch Annals and Nithard 's Histories, 1988.
- Chris Engeler (red.): Kronieken van het Frankische Rijk - Annales Regni Francorum. Middeleeuwse studies en bronnen. Verloren, 2021. ISBN 9789087049027